# Артюшенко Олександр Трохимович
Олександр Трохимович Артюшенко (1921-1997) — радянський військовослужбовець. У Робітничо-селянській Червоній Армії служив з жовтня 1943 до травня 1946 року. Військова спеціальність - кулеметник станкового кулемету. Учасник Німецько-радянської війни. Повний кавалер ордена Слави. Військове звання на момент демобілізації - гвардії старший сержант. З 1965 року гвардії старшина у відставці.

## Біографія

### До війни
Олександр Трохимович Артюшенко народився 10 червня 1921 року   у селищі Павлівка Полтавського повіту Полтавської губернії Української РСР (нині селище міського типу Скороходове Чутівського району Полтавської області України ) у сім'ї робітника. Українець . Закінчив 10 класів середньої школи у рідному селі. У 1938 році вступив до Донецького індустріального інституту. Після року навчання в Сталіно Олександр Трохимович переїхав до Харкова, де продовжив навчання у Харківському державному університеті імені Максима Горького, одночасно працюючи на спиртовому заводі, потім у водотресті . Але здобути вищу освіту йому завадила війна.

### На військовій службі
У перші дні Великої Вітчизняної війни А. Т. Артюшенко, як і багато його однолітків, прийшов у військкомат, проте медична комісія визнала його непридатним до військової служби . Олександр Трохимович повернувся до рідного селища, щоб допомогти батькам, а незабаром прийшли німці. Тільки 18 жовтня 1943 року після звільнення Полтавщини радянськими військами Чутівським районним військкоматом О. Т. Артюшенко був призваний до лав Робітничо-селянської Червоної Армії  .
Службу червоноармієць Артюшенко розпочав у Коврові, у запасному кавалерійському полку, на базі якого пройшов військову підготовку, освоїв військову спеціальність кулеметника станкового кулемету . Навесні 1944 року його направили до 3- го гвардійського кавалерійського корпусу дивізії .
У боях із німецько-фашистськими загарбниками Олександр Трохимович з 23 липня 1944 року на 3-му Білоруському фронті. Бойове хрещення прийняв під час Вітебсько-Оршанської операції стратегічного плану «Баратіон» біля селища Смоляни Вітебської області. Брав участь в операції корпусу по оточенню і розгрому частин 256-го піхотного полку і 14-ї піхотної дивізії вермахту в районі Смоляни -Обольці, форсував річку Березину біля селища Студенка, де сприяв відображенню шести контратак противника , бився за плацдарм. річки Гайни біля селища Рудня. Особливо відзначився у боях за місто Ліда.

Розрахунок станкового кулемету кавалерійського полку

### Орден Слави ІІІ ступеня
Опанувавши опорний пункт німецької оборони селище Красне, 24-й гвардійський кавалерійський полк виконав поставлене в рамках Вітебсько-Оршанської операції бойове завдання. Звідси 5 липня 1944 року кавалеристи гвардії підполковникаП. Ф. Ткаленко перейшли у наступ у ході Вільнюської операції. 7 і 8 липня полк відбив контратаки мотопіхоти і танків німців, оволодів станцією Юратишки, перерізавши шосе на Траби, а потім осідлав шлях Ліда- Ів'є. Просуваючись уздовж залізниці у напрямку Ліди, 2-й ескадрон, у складі якого воював гвардії червоноармієць О. Т. Артюшенко, діяв у передовому загоні полку та першим вступав у дотик із супротивником. На ближніх підступах до міста 9 липня 1944 ескадрон потрапив у засідку. Артюшенко, відразу розгорнувши тачанку, відкрив вогонь у відповідь по ворогові з кулемету, давши можливість своїм бойовим товаришам організувати оборону. У ході перестрілки Олександра Трохимовича було поранено, але продовжував вести вогонь по противнику, не даючи йому зосереджуватися. Помітивши зручнішу позицію, він переніс на нове місце свій кулемет і продовжував бити ворога, незважаючи на друге поранення. Загалом під час бою він знищив 15 ворожих солдатів. Після того, як німці були розсіяні, гвардії червоноармієць Артюшенко за наказом командира взводу було відправлено до шпиталю, а місто Ліда того ж дня було звільнено частинами 3-го гвардійського кавалерійського корпусу   . За доблесть і мужність, виявлені в бою, наказом від 31 червня 1944 Олександр Трохимович був нагороджений орденом Слави 3-го ступеня (№ 222414) .

### Орден Слави ІІ ступеня
Після поранення А. Т. Артюшенко у лазареті знаходився недовго. Повернувшись до ладу, він у складі свого полку ще встиг взяти участь у боях за Августов. У жовтні 1944 року 3-й гвардійський кавалерійський корпус у складі 2-го Білоруського фронту почав підготовку до майбутніх боїв у Східній Пруссії. 14 січня 1945 року війська фронту перейшли в наступ із Пултусського плацдарму в рамках Млавсько-Ельбінгської операції і за три дні боїв зуміли прорвати сильно укріплену і глибокоешелоновану оборону противника на ділянці від Ломжі до гирла Нарева. 17 січня у прорив було запроваджено 3-й гвардійський кавалерійський корпус. З 19 січня 24-й гвардійський кавалерійський полк виконував спеціальні завдання командування. Здійснивши шістдесятикілометровий марш, до кінця дня кавалеристи увірвалися з заходу в містечко Яново і разом з 17-м гвардійським кавалерійським полком оволоділи ним, після чого на плечах противника, що біжить, форсували річку Ожиць, вступивши таким чином на територію Східної Пруссії. 21 січня полк сміливим обхідним маневром сприяв узяттю частинами корпусу важливого транспортного вузла міста Найденбург, а 22 січня вийшов у тил алленштайнського угруповання супротивника, і осідлавши дорогу на Хохенштейн, увірвався із заходу в Алленштайн, чим сприяв взяттю міста. У період наступу командир розрахунку станкового кулемета гвардії червоноармієць О. Т. Артюшенко завжди йшов у перших рядах наступаючих, сміливими та рішучими діями неодноразово сприяв виконанню поставлених бойових завдань .
Після взяття Алленштайна 3-й гвардійський кавалерійський корпус продовжив наступ північ вглиб німецької території. Противник люто, але безуспішно атакував кавалеристів. 24 січня за 7 кілометрів від Алленштайна біля містечка Донген  німці атакували бойові порядки 4-го ескадрону 24-го гвардійського кавалерійського полку, кинувши в бій до батальйону піхоти за підтримки кількох танків. Висунувшись зі своїм «Максимом» на вигідну позицію, А. Т. Артюшенко підпустив ворога на 200 метрів і відкрив шквальний вогонь по ворожих ланцюгах, знищивши 25 німецьких солдатів та ручний кулемет із розрахунком. Не витримавши згубного вогню, німецька піхота бігла, а танки, що залишилися без прикриття, повернули назад   . «Своїми сміливими та зухвалими діями забезпечив відображення ворожої контратаки і згодом сприяв своїм кулеметом успішному наступу ескадрону та виконання поставленого завдання», — таку оцінку дав діям Артюшенко командир полку гвардії підполковник П. Ф. Ткаленко .
Розгромивши млавсько-ельбінгське угруповання противника, війська 2-го Білоруського фронту вторглися до Померанії. В рамках Східно-Помаранської операції гвардії червоноармієць А. Т. Артюшенко брав участь у прориві німецької лінії оборони на північ від міста Ратцебур, штурмував Хаммерштайн, Бальденберг і Нойштеттін. Всього за час боїв у Східній Пруссії та Померанії 24-й гвардійський кавалерійський полк знищив не менше полку піхоти супротивника, підбив 13 танків і самохідних артилерійських установок, захопив 48 гармат, 60 кулеметів, 6 паровозів, 38 . Особисто гвардії червоноармієць Артюшенко за період з 19 січня до 10 лютого 1945 року винищив до 50 солдатів і офіцерів вермахту . 28 березня просування 3-го ескадрону, у складі якого на той момент воював О. Т. Артюшенко, було зупинено шквальним вогнем ворожої засідки. Ризикуючи життям, Олександр Трохимович наблизився до супротивника на максимально близьку відстань і прицільним вогнем знищив 12 ворожих солдатів, а трьох захопив у полон, тим самим забезпечивши подальший поступ підрозділу . Наказом від 6 березня 1945 Олександр Трохимович був нагороджений орденом Слави 2-го ступеня (№ 10657) . Одночасно йому було присвоєно сержантське звання.

Кавалеристи зі станковим кулеметом займають вогневу позицію

У ході Східно-Помаранської операції німецьку групу армій «Вісла» було розгромлено, але не знищено повністю. У рамках Берлінської операції військам 2-го Білоруського фронту належало добити її залишки в Передній Померанії. 27 квітня 1945 року 24-й гвардійський кавалерійський полк переправився через Одер і, пройшовши з боями понад 120 кілометрів, перерізав транспортні магістралі ворога в районі Гранзе - Нойштрелітц і Лінд - Райнсберг. Своїм стрімким проривом кавалеристи сприяли швидкому взяттю міст Цеденік, Гранзеє, Райнсберг та Нойруппін. 30 квітня 1945 року 3-й ескадрон полку вийшов до населеного пункту Біненвальде (Binenwalde) за 8 кілометрів на південний захід від Райнсберга. Противник, прагнучи будь-що втримати опорний пункт своєї оборони, вів сильний артилерійський і кулеметний вогонь і неодноразово переходив у контратаку, не даючи можливості ескадрону просуватися вперед. Гвардії сержант А. Т. Артюшенко зміг засікти ворожу кулеметну точку, і висунувшись зі своїм «Максимом» на вогневу позицію в безпосередній близькості від ворога, влучними пострілами змусив її замовкнути, після чого відкрив шквальний вогонь по контратакуючої ворожій солдатів. . Опір ворога був зламаний, і ескадрон виконав поставлене бойове завдання . Переслідуючи противника, що біжить, кавалеристи захопили переправу через річку Рін, створивши тим самим хороші умови для розвитку наступу.
Того ж дня 24-му гвардійському кавалерійському полку було поставлено завдання опанувати населений пункт Цехів (Zechow). Німці відчайдушно захищали аеродром, що знаходився тут, і люто контратакували бойові порядки кавалеристів. Виявивши виняткову сміливість, гвардії сержант А. Т. Артюшенко зі своїм кулеметом вийшов у фланг контратакуючого супротивника та ураганним вогнем змусив ворожі ланцюги залягти, винищивши при цьому до 25 солдатів вермахту. Німці швидко виявили вогневу точку Артюшенка та відкрили по ній артилерійський вогонь. Снаряд розірвався лише за п'ять метрів від кулемету. Олександр Трохимович причаївся, а німці, вважаючи, що кулемет знищено, знову пішли в атаку. Коли до ворога залишалося 80 метрів, Артюшенко знов відкрив вогонь, поклавши до 30 німецьких солдатів. Тут до речі закінчилася кулеметна стрічка, що дозволило противнику наблизитися до вогневої точки на 30-40 метрів. Олександру Трохимовичу довелося перезаряджати кулемет, відганяючи німців ручними гранатами. Замінивши стрічку, він продовжив розбивати ворога і змусив його відкотитися на вихідні позиції. У той час, як гвардії сержант Артюшенко пов'язував боєм ворога, кавалерійські ескадрони обійшли німецькі позиції та вдерлися на аеродром   . Видобуванням кавалеристів стали 22 справні транспортні літаки, 12 планерів і багато різної техніки та озброєння .
Зламавши опір противника на правому березі річки Рін, 3-й гвардійський кавалерійський корпус відновив наступ на захід. Діючи безпосередньо за танковим десантом, 24-й гвардійський кавалерійський полк пройшов протягом дня з боями 90 кілометрів, розгромив велике артилерійське угруповання ворога, опанував населеними пунктами Перлеберг і Ленцен і до кінця дня вийшли до Ельби, де зустрівся. Тут гвардії сержант О. Т. Артюшенко завершив свій бойовий шлях. Всього за період з 29 квітня по 3 травня 1945 Олександр Трохимович знищив 5 ворожих вогневих точок, одну автомашину і до 150 солдатів і офіцерів вермахту . 24 червня 1945 року А. Т. Артюшенко брав участь у Параді Перемоги на Червоній площі в Москві , а 29 червня указом Президії Верховної Ради СРСР він був нагороджений орденом Слави 1-го ступеня (№ 313)  .
Демобілізувавшись у травні 1946 року  у званні гвардії старшого сержанта, А. Т. Артюшенко повернувся до селища Артемівка. Працював нормувальником на місцевому цукровому заводі  . У 1965 році з нагоди двадцятиріччя перемоги у Великій Вітчизняній війні отримав військове звання гвардії старшини у відставці . В 1975 Олександр Трохимович переїхав до міста Жданов (з 1989 - Маріуполь ) . До входу на пенсію сім років працював на Жданівському заводі важкого машинобудування загибачем металу в цеху № 1. Помер Олександр Трохимович 10 червня 1997  . Похований на старокримському цвинтарі міста Маріуполя України .
- Орден Вітчизняної війни 1-го ступеня (11.03.1985) [15] ;
- орден Слави 1-го ступеня (29.06.1945) [5] ;
- орден Слави 2-го ступеня (06.03.1945) [7] ;
- орден Слави 3-го ступеня (31.07.1944) [6] ;
- медалі, у тому числі:
  - Медаль "За відвагу" (03.03.1945) [11].

## Документи
- Общедоступный электронный банк документов «Подвиг Народа в Великой Отечественной войне 1941—1945 гг.». Архів оригіналу за 30 жовтня 2018. Процитовано 26 лютого 2014.

Орден Отечественной войны 1-й степени (архивный реквизит 1511409322). Архів оригіналу за 18 квітня 2022. Процитовано 18 квітня 2022.
Орден Славы 1-й степени (архивный реквизит 46774117). Архів оригіналу за 18 квітня 2022. Процитовано 18 квітня 2022.
Указ Президиума Верховного Совета СССР от 29 июня 1945 года (архивный реквизит 46562209). Архів оригіналу за 18 квітня 2022. Процитовано 18 квітня 2022.
Орден Славы 2-й степени (архивный реквизит 26269013). Архів оригіналу за 18 квітня 2022. Процитовано 18 квітня 2022.
Орден Славы 3-й степени (архивный реквизит 33299909). Архів оригіналу за 18 квітня 2022. Процитовано 18 квітня 2022.
Медаль «За отвагу» (архивный реквизит 150883710). Архів оригіналу за 18 квітня 2022. Процитовано 18 квітня 2022.
- / Пред. ред. коллегии Д. С. Сухоруков. — М. : Воениздат, 2000. — 703 с. — ISBN 5-203-01883-9. Архівовано з джерела 4 березня 2016
- Лобода В. Ф. Солдатская слава. Кн. 2. — М. : Военное издательство, 1967. — С. 22.
- Дубров Б. И.  — Киев : Молодь, 1970. — С. 186. — 15000 прим. Архівовано з джерела 15 лютого 2020
- Артюшенко Александр Трофимович // Твоя, Мариуполь, слава!: Биографический справочник / авт.-сост. Н. Н. Рябченко, В. П. Джувага. — Мариуполь : ОО Клуб путешественников, 2004. — 175 с.[недоступне посилання з Сентябрь 2018]

1. 1 2 3 4 5 6  Кавалеры ордена Славы трех степеней: Краткий биографический словарь, 2000.
2. 1 2 3 4 5 6 7 8  Биография А. Т. Артюшенко на сайте «Герои страны» [Архівовано 18 квітня 2022 у Wayback Machine.].
3. 1 2 3 4 5 6  Энциклопедия Министерства обороны Российской Федерации. А. Т. Артюшенко [Архівовано 10 грудня 2021 у Wayback Machine.].
4. 1 2 3  Дубров, 1970.
5. 1 2 3 4 5  ЦАМО, ф. 33, оп. 686046, д. 157.
6. 1 2 3  ЦАМО, ф. 33, оп. 690155, д. 1655.
7. 1 2 3 4 5  ЦАМО, ф. 33, оп. 686196, д. 2974.
8. ↑  Ныне Dągi, гмина Дывиты Ольштынский повят, Варминьско-Мазурское воеводство, Польша.
9. ↑  ЦАМО, ф. 33, оп. 686196, д. 4133.
10. 1 2  ЦАМО, ф. 33, оп. 686196, д. 2974.
11. 1 2  ЦАМО, ф. 33, оп. 717037, д. 132.
12. ↑  Лобода, 1967, с. 22.
13. ↑  Указ Президиума Верховного Совета СССР от 29 июня 1945 года.
14. ↑  Твоя, Мариуполь, слава!, 2004.
15. ↑  Карточка награждённого к 40-летию Победы.